# Xenophrys medogensis
Xenophrys medogensis är en groddjursart som först beskrevs av Fei, Ye In Fei, Ye och Huang 1983.  Xenophrys medogensis ingår i släktet Xenophrys och familjen Megophryidae. IUCN kategoriserar arten globalt som otillräckligt studerad. Inga underarter finns listade i Catalogue of Life.